# Улица Гаоно
У́лица Гао́но (улица Гаона, лит. Gaono gatvė) — одна из древнейших улиц в Старом городе Вильнюса, короткая (около 150 м) и извилистая. Названа в честь известного религиозного мыслителя XVIII века Элияху бен Шломо Залмана, прозванного Виленским Гаоном. До Первой мировой войны называлась, вместе с улицей Жиду (Žydų gatvė), Жидовской, Еврейской, Школьной; в период между мировыми войнами носила имя Гаона, в советское время до 1989 года — Стиклю (Стеклянная). Соединяет перекрёсток улиц Университето (Universiteto g.), Доминикону (Dominikonų g.) и Швянто Йоно (Švento Jono g.) у сквера К. Сирвидаса (K. Sirvydo skveras) с улицей Стиклю. Нумерация домов начинается от сквера К. Сирвидаса и перекрёстка с улицами Университето и Доминикону. По правой западной стороне улицы нечётные номера 1—7, по левой восточной — чётные 4—10. Движение автотранспорта по улице одностороннее, в направлении от перекрёстка улиц Доминикону и Университето к улице Стиклю.

## Общая характеристика

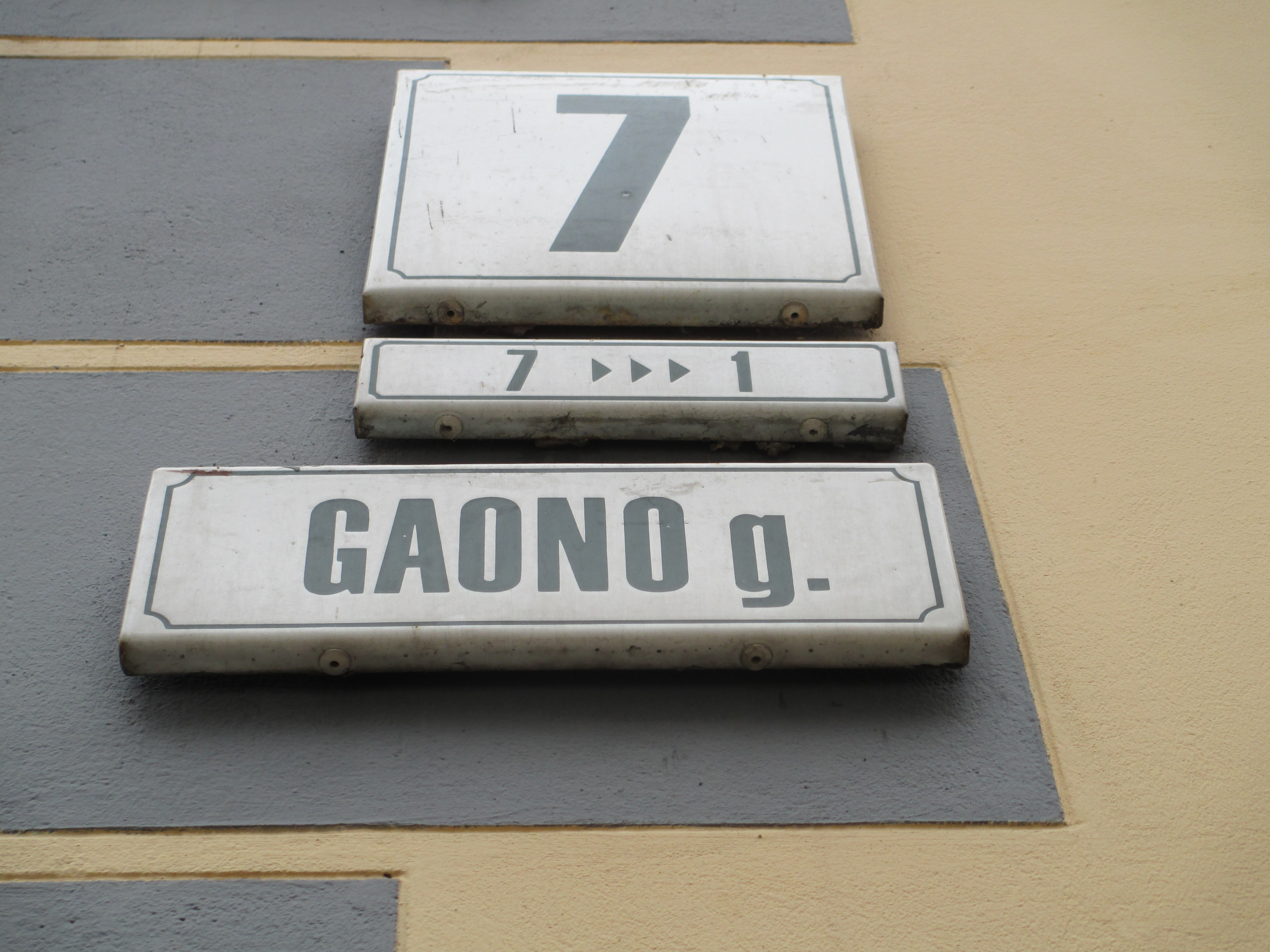
Улица Гаоно

Одна из старых улиц города, расположенная на границе старинного еврейского квартала. Вдоль улицы стоят вплотную друг к другу двух- и трёхэтажные здания старой постройки, с фонарями и внутренними дворами. Дома улицы неоднократно перестраивались и реставрировались; в целом они сохранились без существенных переделок с XIX века. Проезжая часть улицы вымощена едва обработанными гранитными блоками.

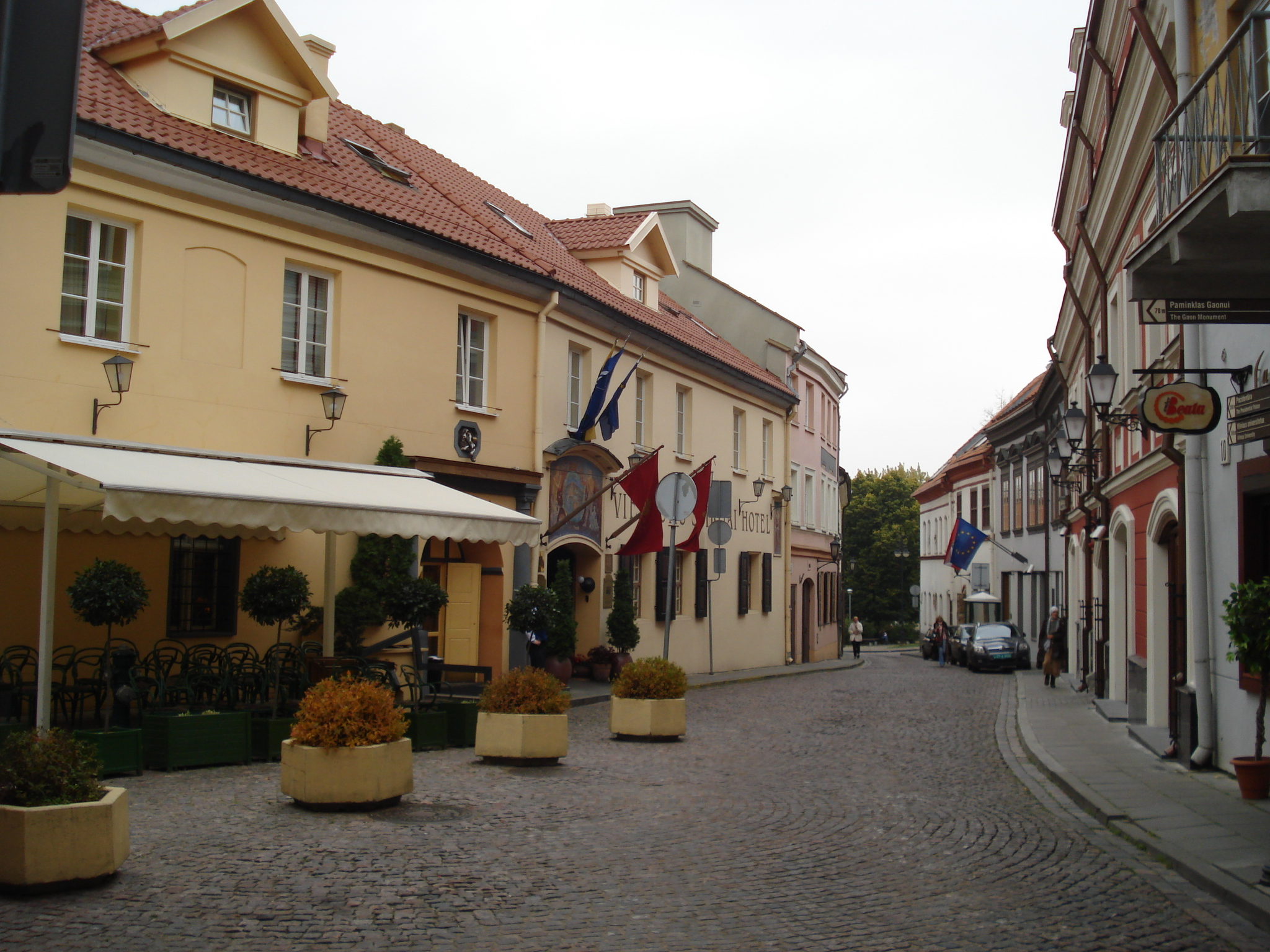
Улица Гаоно со стороны улицы Стиклю. Слева ресторан и гостиница «Стикляй»

По правую западную сторону тянется трёхэтажный боковой фасад дворца Гурецких (Gaono g. 1) с овальной башенкой на углу, игравшей роль контрфорса, а во время войн использовавшейся для обороны. Здание сохранило черты раннего классицизма. Сейчас в угловой башне помещается вход в галерею. В конце здания на нижнем этаже размещается салон одежды Dabita.

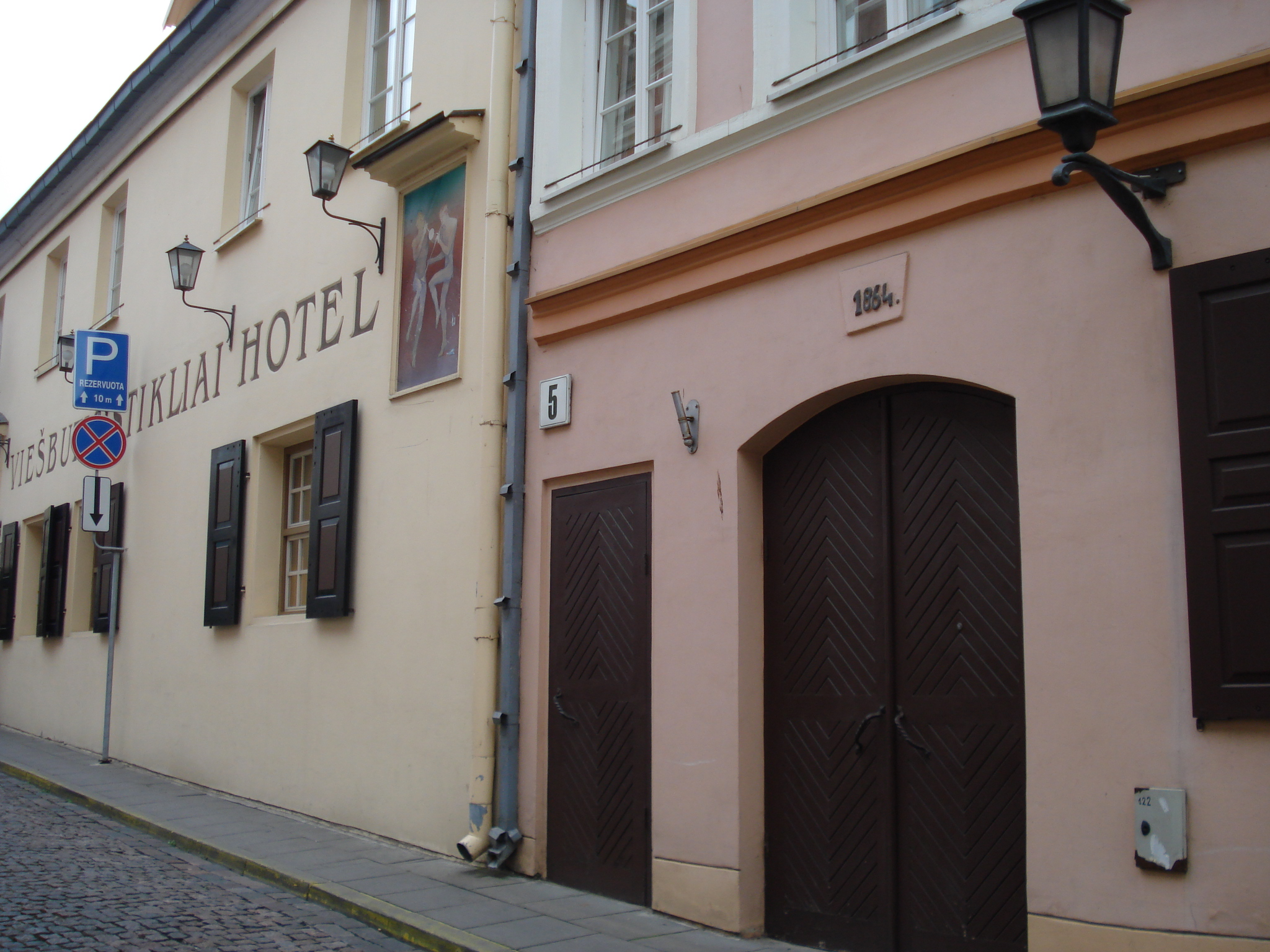
Дома 5 и 7 (гостиница «Стикляй»)

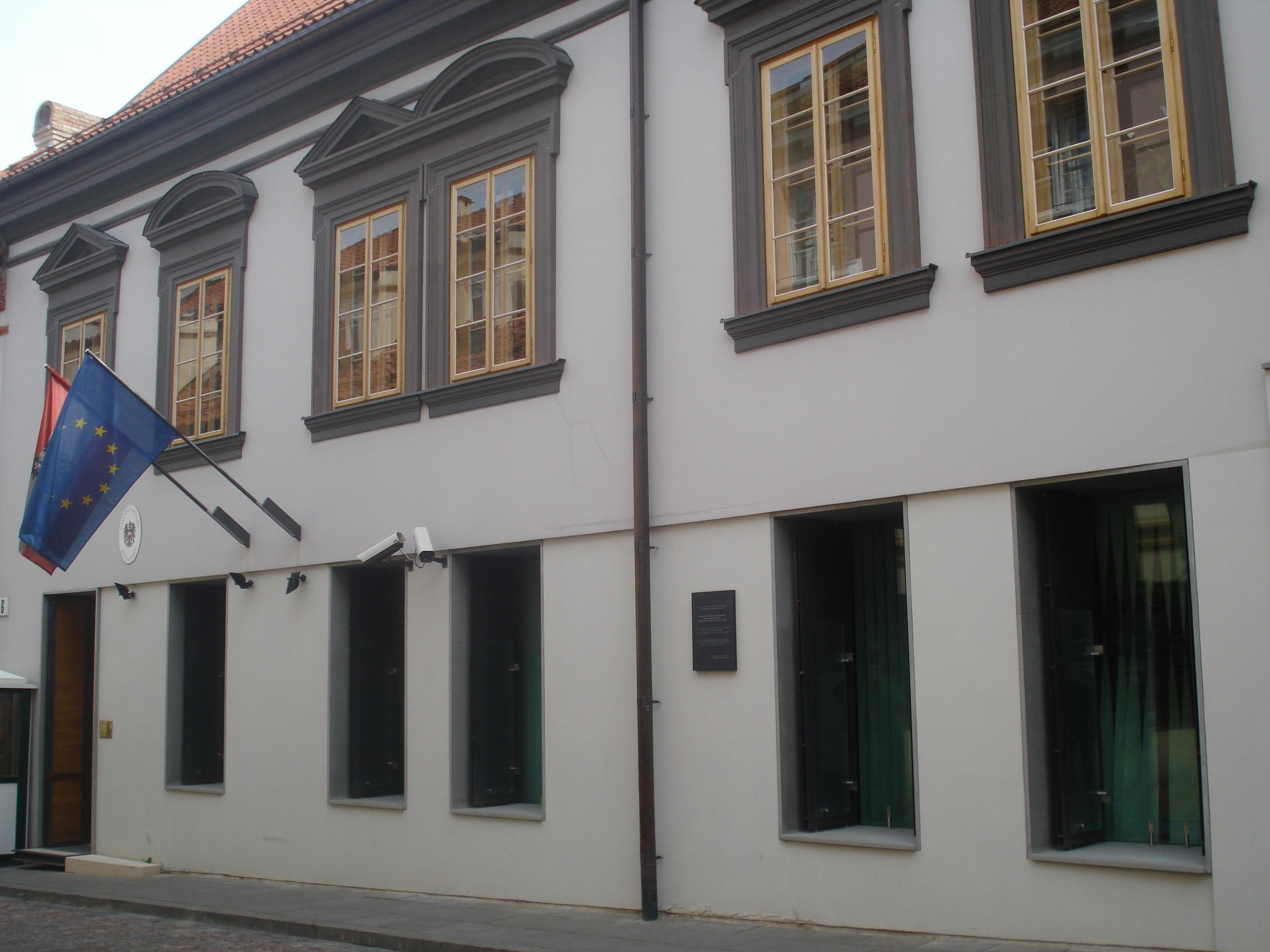
Бывшее посольство Австрии (Гаоно 6)

На соседнем доме (Gaono g. 3), часть которого занимает магазин обуви, висит таблица с планом вильнюсских гетто и мемориальная доска, отмечающая место, где в 1941 году были ворота «Малого гетто». Этот дом принадлежал виленскому почтамту.
Здания 5 (некогда принадлежавшее графу Поцею) и 7 (в старину собственность доминиканского монастыря) ныне заняты дорогими гостиницей и рестораном «Стикляй».
По левую восточную сторону в начале улицы располагается сквер К. Сирвидаса, устроенный на месте пустыря, образовавшегося после разрушительных бомбардировок во время войны 1944 года. За сквером налево, к улице Диджёйи, уходит улица Шварцо; первый дом с этой чётной стороны носит номер 4. Он принадлежал кафедральному капитулу; в нём располагалось студенческое общежитие. Во время Второй мировой войны здесь проходила граница Малого гетто; дом № 4 был ещё «арийским», а следующий дом под № 6 относился к гетто. Это двухэтажное, крытое черепицей, здание XVI века принадлежало семейству Клячко; в 1861—1941 годах оно было иудейским молитвенным домом. После проведённой в 2000 году на средства Австрии реставрации здесь располагалось посольство Австрийской Республики в Литве, открытое в 1997 году. 
После того, как в июне 2015 года министр иностранных дел Австрии Себастьян Курц объявил о закрытии посольств в балтийских странах в связи изменившейся международной обстановкой, посол Австрии Йоганн Шпитцер в декабре 2016 года покинул Литву и посольство было закрыто. С 1 августа 2017 года в этом же здании разместилось посольство Румынии в Литве. 

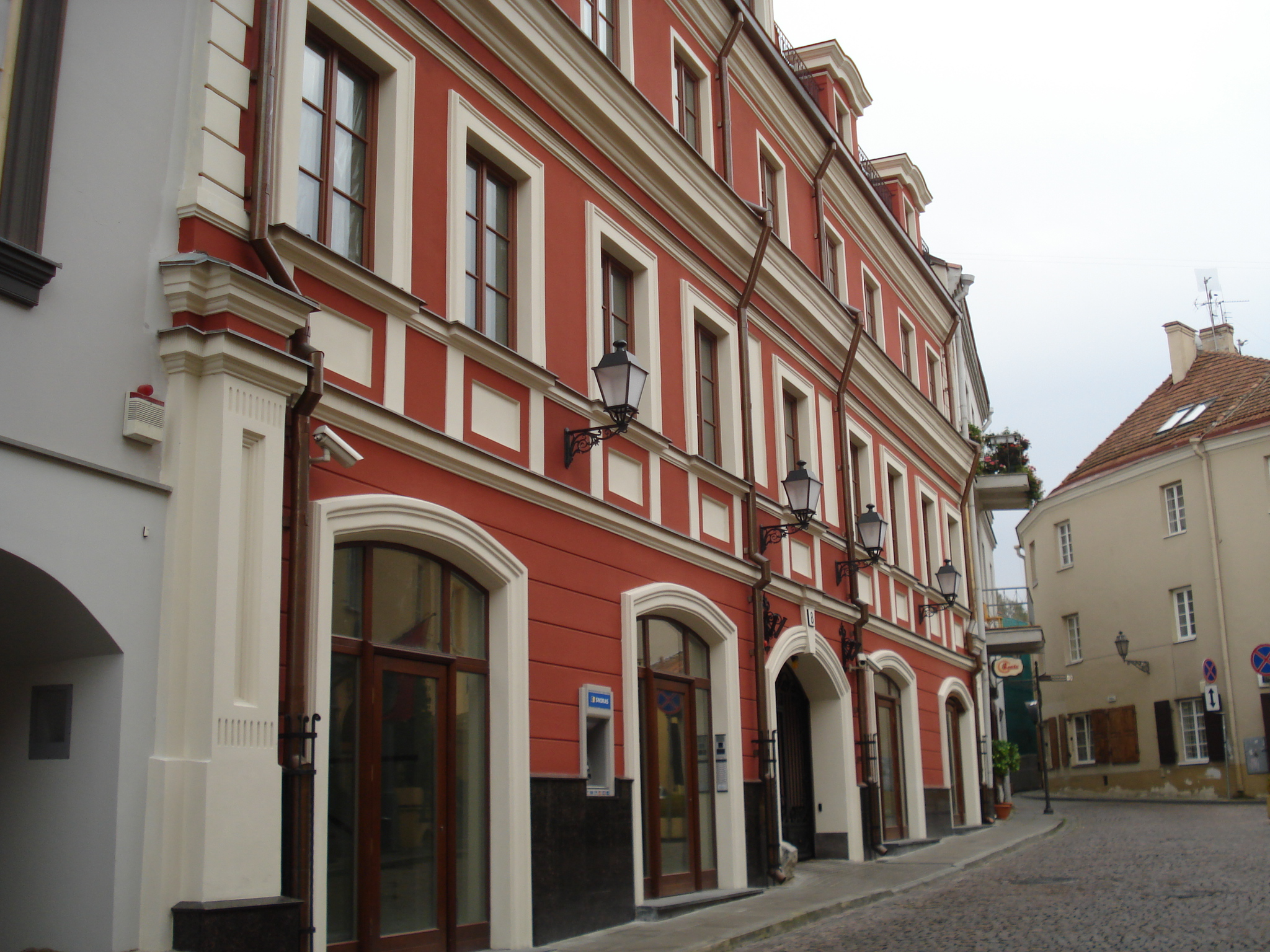
Дом Подбереских (Гаоно 8)

Соседнее здание красного цвета (Gaono g. 8) во второй половине XVII века принадлежало каштеляну мстиславльскому Антону Соколинскому, позднее каштеляну виленскому Михаилу Казимиру Пацу, который завещал его Яну Казимиру Воловичу и его жене Екатерине Волович. В XVIII веке владельцами дома были Фронскевичи, затем судья Стравинский, а позднее — семейство Подбереских. Здание сохранило отдельные черты  архитектурных стилей разных эпох (ренессанс, барокко, классицизм, историзм) и относится к охраняемым государством объектам культурного наследия (код в Регистре культурных ценностей Литовской Республики 1098). Здание страдало от пожаров, подвергалось многократным перестройкам и ремонтам на протяжении XVI—XIX веков, перестраивалось из трёхэтажного в двухэтажное, из двухэтажного в трёхэтажное. Дом был капитально реконструирован в 2004—2008 годах.  

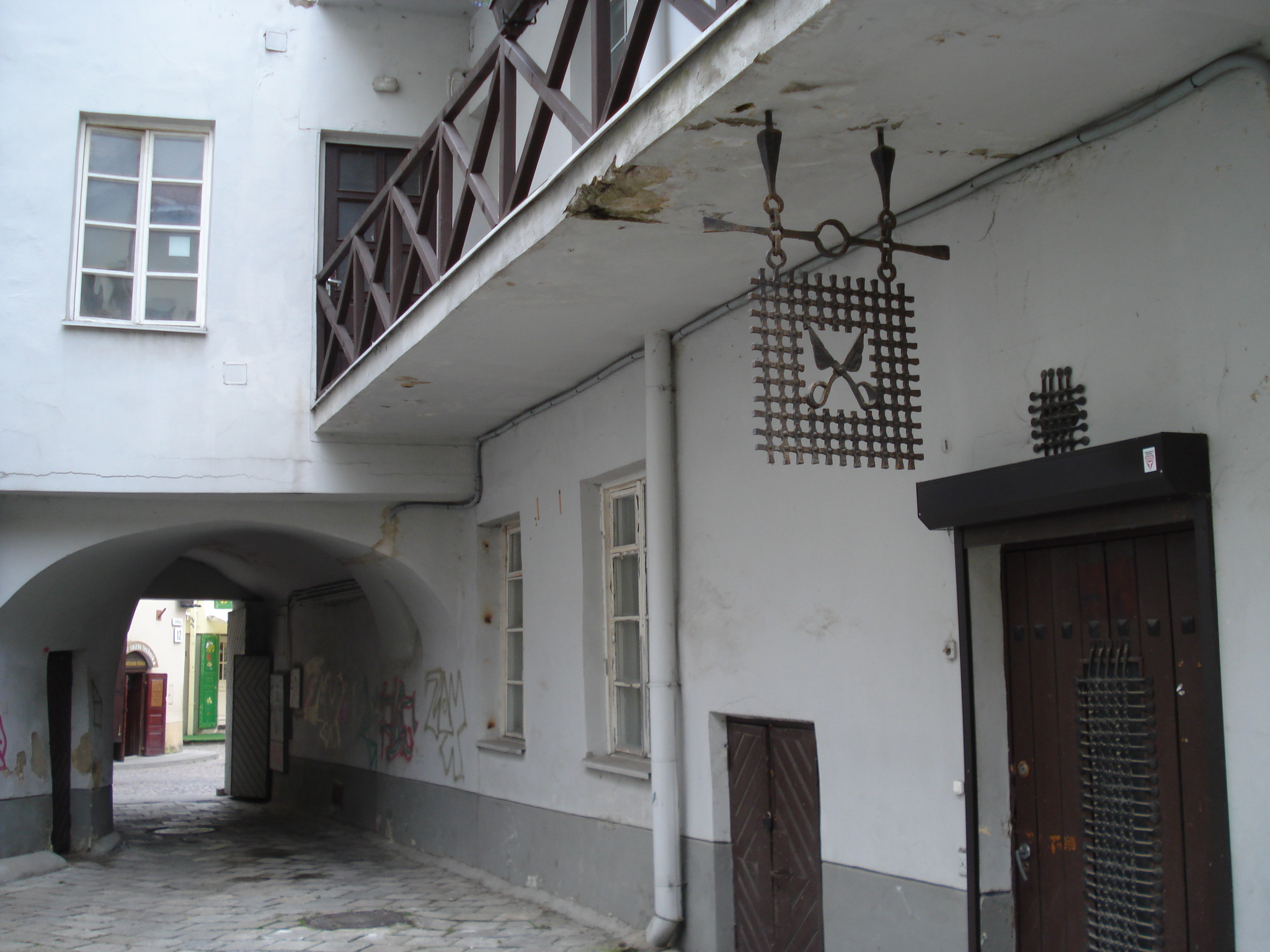
Двор Гаоно 10 с вывеской швейного ателье

На нижнем этаже трёхэтажного углового дома под номером 10 (Gaono g. 10 / Stiklių g. 9; принадлежал бурмистру Игнацию Дубовичу, затем Осиповичам) ныне располагается салон янтарных украшений; во дворе, куда ведёт характерная виленская «брама», среди прочего находится вход в швейное ателье. Сохранились готические подвалы дома. Подвалы включены в список охраняемых государством объектов наследия.